# Marie Casimire Louise de la Grange d’Arquien

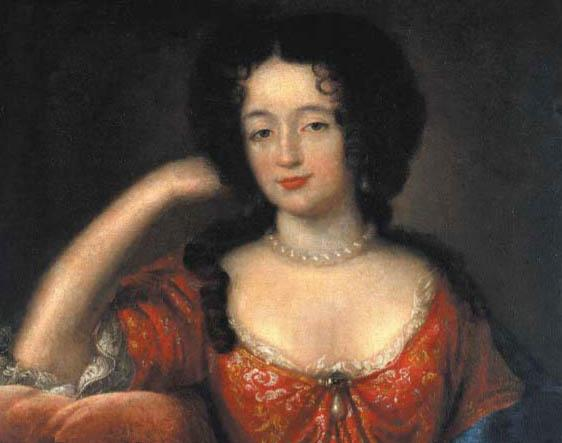
Königin Maria Kazimiera Sobieska

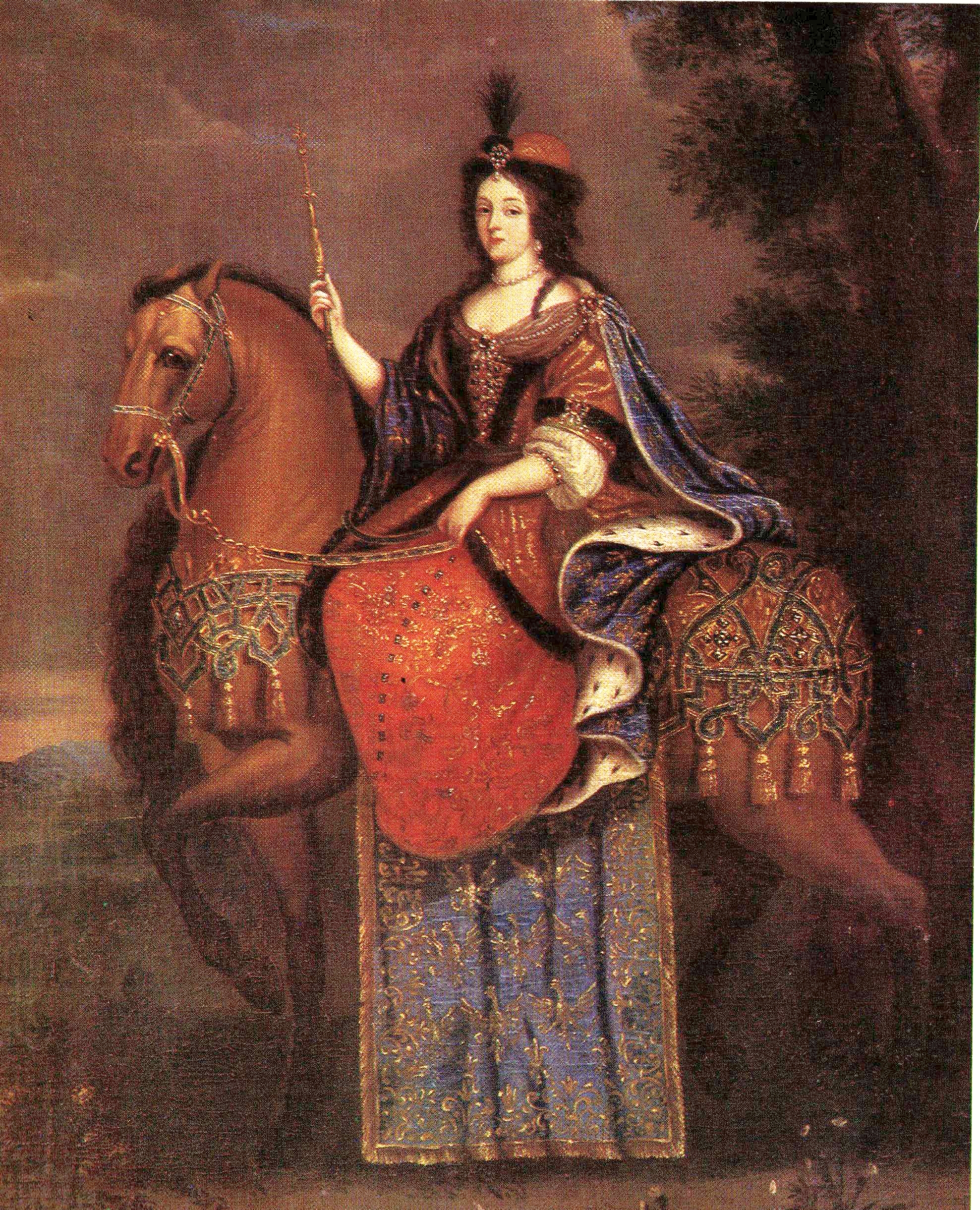
Königin Maria Kazimiera Sobieska zu Pferd, Künstler unbekannt

Maria Kazimiera Sobieska (eigentlich Marie Casimire Louise de la Grange d’Arquien; * 28. Juni 1641 in Nevers; † 30. Januar 1716 in Blois) war eine französische Adlige und als Gattin von König Johann III. Sobieski ab 1674 bis 1696 Königin von Polen und Großfürstin von Litauen.

## Leben
Maria war die Tochter des Marquis Henri Albert de La Grange d'Arquien (1613–1707) und der Françoise de La Châtre (1615–1672).
1658 heiratete Maria den Wojewoden von Sandomierz und Kiew Jan Sobiepan Zamoyski. Kurz danach begann ihre Freundschaft mit dem polnischen Adligen und Feldhetman der Krone, Jan Sobieski, aus der später eine große Liebe wurde. Nach dem Tod des Wojewoden heirateten sie 1665. Ihre innige Beziehung wurde über Jahre von einer umfangreichen Korrespondenz begleitet, da der Hetman und spätere König mehr Zeit beim Heer als bei Hofe verbrachte. Sie hatten dreizehn Kinder, von denen nur vier das Erwachsenenalter erreichten: Jakob (1667–1737), Therese Kunigunde (1676–1730), Alexander (1677–1714) und Konstanty (1680–1726).
Als Königin setzte sie sich im Wilanów-Palast zunächst für die Allianz mit Frankreich ein. Sie widersetzte sich der Vererbung der Krone an ihren Sohn Jakob und intrigierte für die Wahl des französischen Fürsten Conti zum König von Polen.
Ihr Gemahl ging 1683 eine Allianz mit Österreich ein, was Maries Einfluss zugeschrieben wird. Eine Abkehr von ihrem dezidiert frankreich-freundlichen Kurs trat vermutlich ein, nachdem sie sich von jemandem in Versailles schwer beleidigt gesehen hatte. Sie soll aus diesem Grund zur Fürsprecherin Österreichs geworden sein. Dies förderte 1696, nach Sobieskis Tod, energische Anstrengungen Österreichs, seinen Kandidaten für den Thron zu fördern, den Kurfürsten Friedrich August den Starken von Sachsen, der deswegen zum Katholizismus übertrat. Nach einem Interregnum voll Kampf und Hader gelang es den Habsburgern durch Versprechungen und Bestechungen, dem Wettiner zum Sieg zu verhelfen.
Als Königin-Witwe ging Maria Kazimiera zuerst nach Danzig und auf ihr nahes Gut Koliebken, ab Herbst 1698 dann nach Rom, wo der junge Domenico Scarlatti für ihr Privattheater mehrere Opern komponierte, und später nach Frankreich, wo sie sich bei Ludwig XIV. vergeblich um Privilegien für ihre französische Verwandtschaft bemühte.
Maria Kazimiera, genannt „Marysieńka“, war Stifterin von drei Warschauer Bauwerken nach Entwürfen von Tylman van Gameren: Kirche und Kloster der Sakramentinerinnen, der innerstädtische Handelskomplex Marywil sowie das außerhalb der Stadt gelegene Sommerpalais Marymont.
Ihre sterblichen Überreste wurden in der Wawel-Kathedrale zu Krakau beigesetzt. Im Warschauer Stadtteil Miasteczko Wilanów befindet sich seit dem Jahr 2001 (umgesetzt 2004) eine bronzene Figurengruppe des sitzenden Königs mit seiner neben ihm stehenden Frau und zwei Jagdhunden.